# شرکت کنونیکال
کِنونیکال اِل‌تی‌دی (با مسئولیت محدود) (به انگلیسی: Canonical Ltd.‎) که به آن کانونیکال هم گفته می‌شود، یک شرکت خصوصی است که توسط مارک شاتل‌ورث برای پیشرفت پروژه‌های نرم‌افزار آزاد تأسیس شد.

## پروژه‌های پشتیبانی‌شده توسط کنونیکال

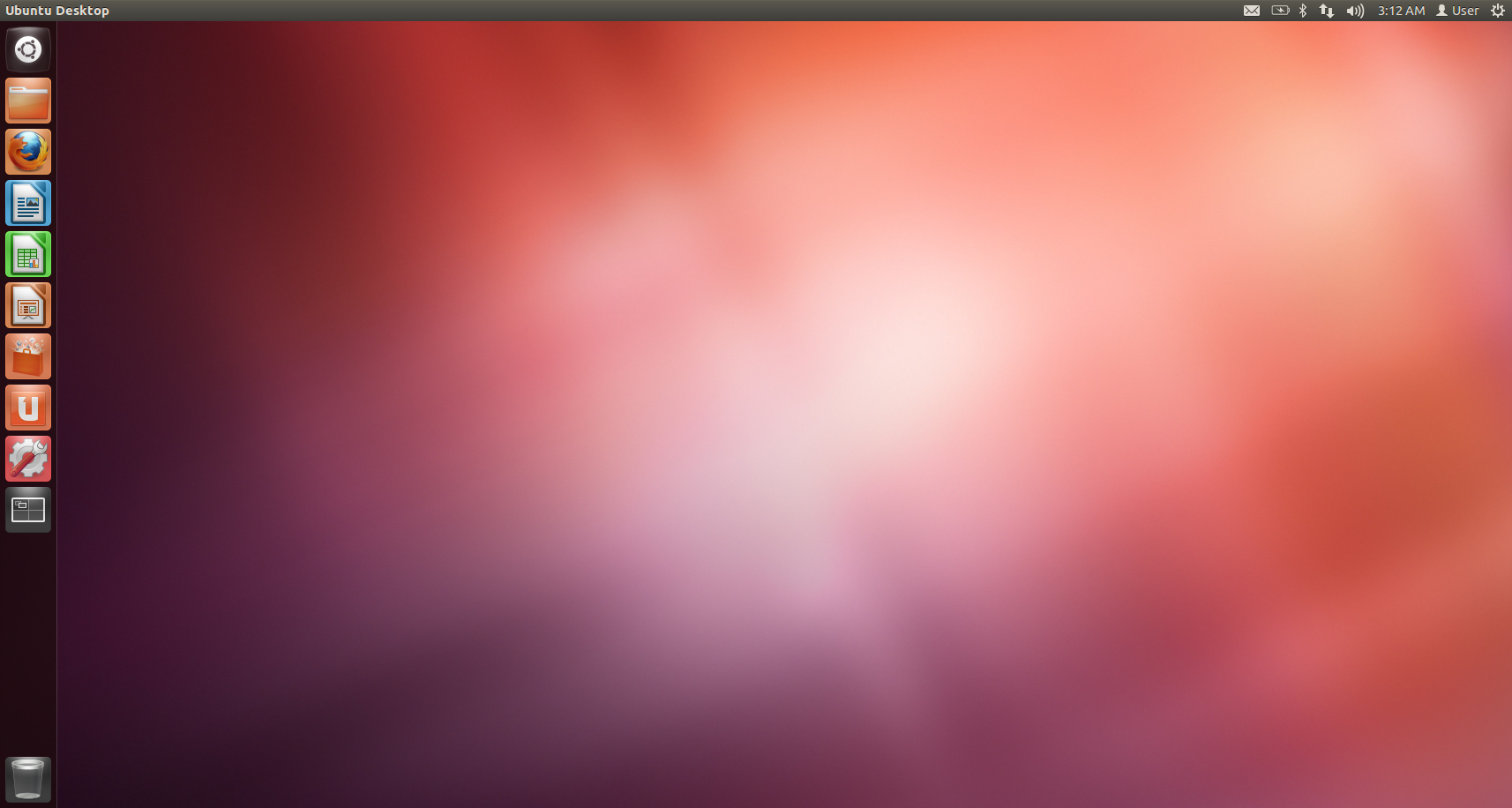
اوبونتو ۱۲٫۰۴ محصول اصلی کنونیکال

کنونیکال تا کنون پروژه‌های بسیاری را ایجاد کرده و همچنان به پشتیبانی از آنها ادامه می‌دهد. این پروژه‌ها عمدتاً نرم‌افزار آزاد/نرم‌افزار اپن‌ سورس (متن‌باز) یا ابزارهایی هستند که برای پیشرفت همکاری میان توسعه‌دهندگان و حامیان نرم‌افزار آزاد طراحی شده‌اند.
توزیع اوبونتو مبتنی بر لینوکس و همچنین وبگاه لانچ‌پد از جمله پروژه‌های شرکت کنونیکال هستند.

## اعتراض ریچارد استالمن
ریچارد استالمن در هنگام انتشار اوبونتو ۱۲.۱۰ در وبلاگ رسمی خود نوشت که کنونیکال از اطلاعات کاربران سو استفاده می کند و از این پس نباید اوبونتو را در لیست پیشنهادی توزیع های لینوکس قرار داد.